# 陳宗潙
陳宗潙，山東省泰安府東阿縣人，清朝政治人物、進士出身。
光緒六年（1880年），参加庚辰科殿試，登進士二甲第104名。同年五月，著分部學習。